# 威廉·伯顿
威廉·伯顿（英語：William Burton，1941年9月15日—），澳大利亚男子游泳运动员，主攻蛙泳。他曾代表澳大利亚参加1962年大英帝国和英联邦运动会游泳比赛，获得男子110码蛙泳和男子220码蛙泳银牌。